# 蜃

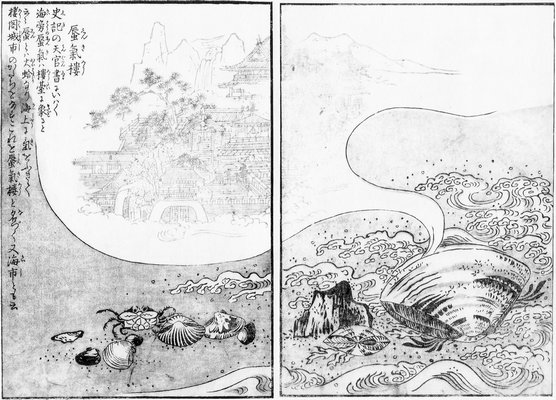
鸟山石燕编纂的《今昔百鬼拾遗》插图

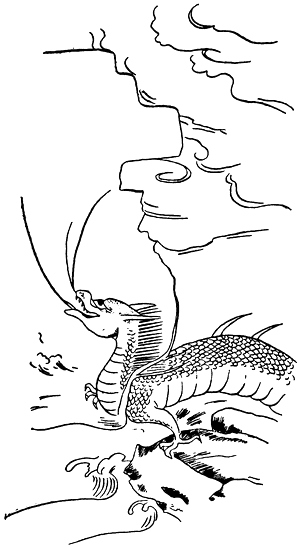
和汉三才图会裡的蜃

蜃，是中国神话传说的一种海怪，形似大牡蛎（另有巨大文蛤、水龙等说法），能吐气，并形成为海市蜃楼。該詞出自《史記·天官書》：「海旁蜃氣像樓台；廣野氣成宮闕然。」原指海邊或沙漠中，由於光線的反射和折射，空中或地面出現虛幻的樓台城郭。現多比喻虛無縹渺的事物。又《禮記·月令》:「雉入大水為蜃」，相傳隨侯珠產於蜃蛤。

## 概要
中國古書《彙苑》裡記載，春天和夏天時會從海中吐氣形成樓台。這個傳說在日本也廣泛地傳聞，根據江戶時代鳥山石燕的妖怪畫集《今昔百鬼拾遺》，以「蜃氣樓」的名字，描繪了大文蛤吐氣成樓閣的姿態，解說文則是引用中國的史記“蜃是大蛤變成的”的敘述。（參照圖片左上方的解說文字）
在《太平广记》，记载江西洪水为蛟蜃精所害，许真君除蜃精为民除害的故事。明朝冯梦龙《警世通言》第四十卷“旌阳宫铁树镇妖”亦描写蛟蜃为妖之事。

## 腳注
1. ↑  《說文解字》曰：雉入水所化。又時刄切。
2. ↑  《潛夫論·論榮》:	隨氏之珠，產於蜃蛤。
3. ↑  日野巌. . 中公文庫 上. 中央公論新社. 2006: 245頁. ISBN 978-4-12-204791-4.
4. ↑  高田衛監修 稲田篤信・田中直日編. . 国書刊行会. 1992: 188–189頁. ISBN 978-4-336-03386-4.
5. ↑  徐彻、李焱. . 上海三联书店. 2019年1月1日: 105–108. ISBN 9787542664143.

## 延伸阅读
[在维基数据编辑]
 《欽定古今圖書集成·博物彙編·禽蟲典·蜃部》，出自陈梦雷《古今圖書集成》